# طريقة التبسيط (برمجة)
طريقة التبسيط (بالإنجليزية: Simplex method)‏ أو خوارزمية التبسيط (بالإنجليزية: Simplex algorithm)‏ هي طريقة في البرمجة الخطية لا يتحتم فيها حساب جميع الحلول المقبولة وإنما تعمل على الانتقال من حل إلى حل أفضل حتى يتم الحصول على الحل الأمثل.